# カーラ・ザヴァレタ
カーラ・ザヴァレタ（Cara Zavaleta、1980年6月15日 - ）は、アメリカ合衆国のモデル、女優。
オハイオ州ボーリンググリーン出身。